# Ovide moralisé

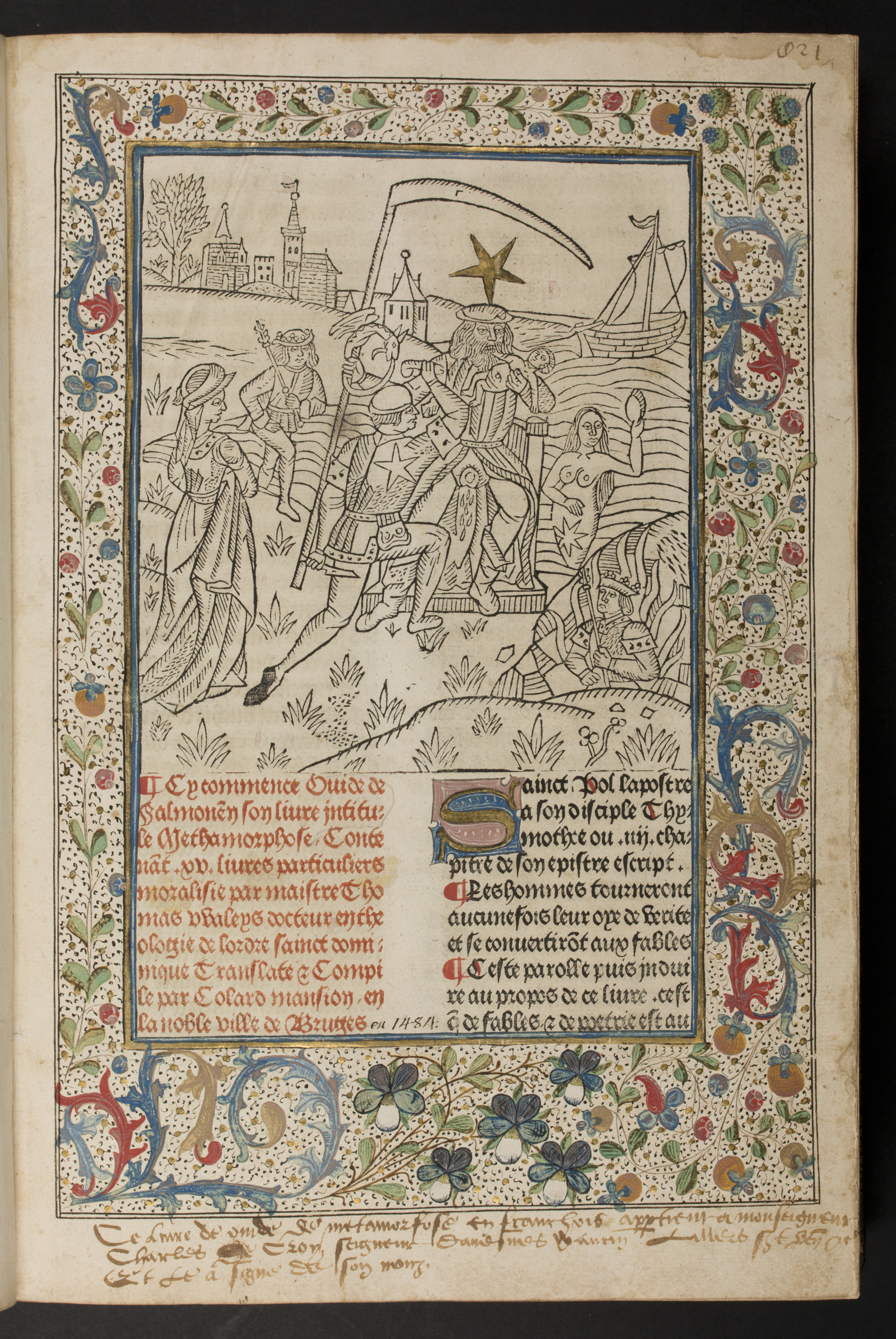
Fragment uit Metamorphosen (Ovide moralisé), gedrukt door Colard Mansion in 1484. Bewaard in Openbare Bibliotheek Brugge.

‘Ovide moralisé in versvorm’ wordt traditioneel beschouwd als de eerste integrale vertaling van de Metamorphoses van Ovidius. Deze vertaling werd in het tweede decennium van de 14de eeuw door een anonieme schrijver verwezenlijkt voor Johanna van Bourgondië, koningin van Frankrijk. Een belangrijke editie van deze vertaling werd gemaakt door Colard Mansion in 1484 en wordt nu bewaard in de Openbare Bibliotheek Brugge.

## De populariteit van de Metamorphoses in de late middeleeuwen
De Metamorphoses van Ovidius waren vanaf de 13de eeuw opvallend aanwezig in Europa. De oude inventarissen vermelden honderden commentaren en Latijnse manuscripten. Uit de chronologische spreiding van de teksten kunnen we opmaken dat de sagen van Ovidius ook in de 14de en 15de eeuw nog altijd ten volle tot het Europese letterkundige patrimonium behoorden. De bloei van de commentaren en de kopieën die zich in de 13de eeuw voordeed, bestendigde zich in de 14de en 15de eeuw en nam, met het verschijnen van integrale en moraliserende vertalingen in versvorm en in proza, zelfs nog toe.
In het Franse taalgebied onderscheidt men vijf grote mijlpalen in de assimilatie van dit Latijnse epische gedicht: enkele gedeeltelijke vertalingen waarvan de uiterst zeldzame getuigenissen dateren uit de 12de, 13de en 14de eeuw; een Ovide moralisé in versvorm uit het begin van de 14de eeuw; twee prozabewerkingen, één uit 1460 en één uit 1470; en een wiegendruk die in 1484 in Brugge werd gemaakt door Colard Mansion en die vanaf 1493 bekend werd onder de titel Bible des poëtes.

## De eerste integrale vertaling in het Frans
Trots op het feit dat hij iets nieuws gerealiseerd heeft, verwijst de vertaler in zijn proloog naar vroegere mislukte pogingen van anderen: ‘Wat ik hier aanbied, hebben velen al geprobeerd, zonder hun voornemen waar te kunnen maken.’ Zijn boude bewering werd sindsdien inderdaad bevestigd door de ontdekking en uitgave van losstaande teksten met de mythen van Pyramus en Thisbe, van Narcissus en van Philomela.
Verder in zijn proloog deelt de vertaler mee dat de fabels van Ovidius, die alle ‘het bespreken waard’ zijn, vergezeld zullen zijn van ‘uiteenzettingen’ die qua lengte en diepgang verhoudingsgewijs met de didactische waarde van het verhaal in kwestie overeenstemmen. Vanaf hun verschijning in het Frans werden de Metamorphoses dus tegelijk vertaald en geallegoriseerd. Wat de auteur van de Ovide moralisé in versvorm aankondigde, behelsde veel meer dan een gewone redactie; hij stelde een transpositiemodel van het Ovidiaanse gedicht voor, dat eeuwenlang als voorbeeld zou dienen. Binnen de groep teksten die ons hier interesseert, wordt dat model strikt nagevolgd tot aan de variant in versvorm die Clément Marot in 1534 samenstelde.
Die afstamming heeft twee belangrijke gevolgen. Enerzijds bevatten de vertalingen van het Ovidiaanse gedicht vanaf de Ovide moralisé in versvorm tot de Grand Olympe (editio princeps in 1532) verhaallijnen die volkomen vreemd zijn aan de Metamorphoses van Ovidius. Tegelijk de rol van vertaler en mytheschrijver vervullend, last de auteur van de Ovide moralisé in versvorm vaak verhalende toevoegingen in, die het oorspronkelijke stramien van het gedicht vervolledigen (bv. het verhaal van de vrede tussen Phoebus en Mercurius waardoor een einde komt aan de twist die in de mythe van Battus verteld wordt) of het verrijken met een bijkomende mythe (bv. Hero en Leander), ja zelfs met een volledige verhalencyclus (bv. de mythen die verband houden met de Trojaanse Oorlog). Anderzijds is elk vertaald verhaal systematisch uitgebreid met intertekstuele commentaren en afgerond met een overvloed van allegorisch materiaal. Ook op dat vlak gaan de latere vertalingen grotendeels op de Ovide moralisé in versvorm terug.
Het prototype van de eerste vertalingen van de Metamorphoses van Ovidius is dus een versie in verzen van ongeveer 72 000 achtlettergrepige regels, waarvan de helft aan de allegorisering is gewijd en waarvan een kwart van het verhalende gedeelte volkomen vreemd is aan het Ovidiaanse corpus.

## De afstammelingen van deOvide moraliséop rijm en in proza
Het grote werk van Ovidius, dat bij het begin van de 14de eeuw zijn intrede in het Franse taalgebied deed via de Ovide moralisé in versvorm, werd lange tijd uitsluitend door deze berijmde vertaling vertegenwoordigd. Alles wijst er immers op dat gedurende anderhalve eeuw de Ovide moralisé in versvorm de enige Franse vertaling van de Metamorphoses was. Er zijn een twintigtal getuigenissen – en vier families – van bekend, die uit de periode van 1315–1320 tot het einde van de 15de eeuw stammen.
Pas aan het einde van de 15de eeuw verschenen kort na elkaar drie prozabewerkingen. De eerste van die Ovide(s) moralisé(s) in proza, vertegenwoordigd door slechts één enkele getuigenis, is een herwerking die tussen april 1466 en september 1467 ontstond in opdracht van koning René van Anjou. Het betreft een sterk ingekorte variant van de Ovide moralisé in versvorm. De auteur van deze versie nam de structuur van de berijmde vertaling volledig over maar verkortte zowel de stukken die aan het verhaal gewijd waren als de allegorische interpretaties. Niettemin zou het een grote vergissing zijn de Ovide moralisé in proza te beschouwen als een beknopte versie van de Ovide moralisé in versvorm, want de verkortingen zijn hier vaak het resultaat van een sterk kritische houding van de prozaïst tegenover de interpretaties en amplificaties van zijn model op rijm.
De tweede prozabewerking van de Ovide moralisé in versvorm, die minder bekend is dan de vorige versie, is terug te vinden in drie Franse manuscripten: het ms. fr. 137 van de Bibliothèque Nationale in Parijs, het ms. Royal 17E IV van de British Library in Londen en het ms. fr. Fr. F.V.XIV.I. van de Bibliotheek van de Hermitage in Sint-Petersburg. Dankzij de miniaturen waarmee de drie versies verlucht zijn, kunnen de manuscripten tussen 1470 en 1480 gedateerd worden. De teksten hebben dezelfde structuur en hun inhoud is nagenoeg identiek, afgezien van de toevoeging van een proloog aan het ms. Royal 17E IV en het ms. fr. Fr. F. V. XIV. I. van de Hermitage. Aan die kleine groep manuscripten dient nog een Engelse versie te worden toegevoegd van de hand van William Caxton; ook deze variant bevat de vermelde proloog die de teksten van Londen en Sint-Petersburg voorafgaat.
Deze tweede herschrijving in proza van de Ovide moralisé in versvorm volgde drie of vier jaar na de eerste prozabewerking, tenminste als we ervan uitgaan dat de verluchtingen kort na de redactie van de tekst werden aangebracht. Net als de auteur van de eerste Ovide moralisé in proza, kortten ook de schrijvers van de tweede variant de vertaling op rijm veelvuldig in, maar daar houdt de gelijkenis op, want de weglatingen zijn minder systematisch, bereiken zelden dezelfde omvang, en vooral betreffen ze niet dezelfde passages. De varianten van het type van ms. fr. 137 hebben als het ware hun eigen versie gecreëerd op basis van een Ovide moralisé in versvorm, en vormen een aparte groep. En terwijl, tot slot, de eerste prozabewerking blijkbaar geen traditie of reproductie op gang heeft gebracht, ligt de tweede prozabewerking van de Ovide moralisé in versvorm aan de basis van de tekst die de Metamorphoses van Ovidius de wereld van de boekdrukkunst binnenleidde en die parallel met nieuwe renaissancistische versies de hele 16de eeuw door bleef bestaan: de Bible des poëtes. Dit brengt ons bij de derde prozabewerking.

## DeBible des poëtes: Ovidius’Metamorphosesin de bewerking van Colard Mansion
De Bible des poëtes is van kapitaal belang voor het begrip van de middeleeuwse en renaissancistische interpretaties en commentaren van de Metamorphoses. De tekst werd in Brugge in mei 1484 samengesteld door de drukker-kalligraaf Colard Mansion. Het gedrukte werk vermeldt, net zomin als vroegere vertalingen, een auteur en het droeg aanvankelijk ook geen titel. De benaming Bible des poëtes verscheen pas in 1493, met de tweede uitgave van het werk door Antoine Vérard in Parijs, en bleef in alle volgende edities behouden (Parijs, Antoine Vérard, 1498; Parijs, Philippe Le Noir, 1523; Parijs, Philippe Le Noir, 1531).
De allerlaatste van de weelderige drukken van Colard Mansion was de Bible des poëtes. De biografische notities spreken elkaar tegen over het verdere lot van de drukker, maar ze maken wel allemaal melding van het abrupte einde van zijn activiteiten, vrijwel meteen na het drukken van de Bible des poëtes. Een andere Brugse druk, mei 1484 gedateerd – en waarschijnlijk van de hand van boekbinder Jean Gossin die Mansions schulden zou hebben afgelost – draagt de stempel van de drukker al niet meer; en terwijl in de eerste oplage geen enkele aanduiding te vinden is van de samenstelling of van een nummeringssysteem, bevatten enkele exemplaren van de tweede oplage wel signaturen – wat laat vermoeden dat het hier een gedeeltelijke oplage betreft met gebruikmaking van het overschot van de eerste oplage.
Wat zijn verdere lot ook mag zijn geweest, Colard Mansion heeft aan het nageslacht een tekst doorgegeven die qua invloed de nieuwe humanistische versies (bv. die van Marot/Aneau en die van Habert) naar de kroon stak en ze zelf ook beïnvloedde door zijn grote hoeveelheid commentaren en door de Grand Olympe des histoires poëtiques du Prince de poësie Ovide Naso en sa Metamorphose. De uitgaven van deze Grand Olympe, een van zijn allegorieën ontdane versie van de Bible de poëtes, volgden elkaar met regelmaat op vanaf 1532 (editio princeps, Lyon, Romain Morin) tot 1570.
Terwijl de inkortingen in de vroegere twee prozabewerkingen, door de weglating van sommige commentaren uit de Ovide moralisé in versvorm, een evolutie naar versobering van de tekst schenen in te luiden, getuigt de vertaling van Colard Mansion daarentegen van een nieuwe behoefte aan uitbreiding.
De aantrekkingskracht van het ‘extra-ovidiaanse’ materiaal manifesteert zich al in de paratekst van de Bible des poëtes, en die omvat: een vertaling van De formis figurisque deorum, de proloog van de Ovidius moralizatus van Pierre Bersuire (Petrus Berchorius) (1); een inhoudstafel (‘rubrices des fables’) (2); een tweede woord vooraf van de samensteller (‘second proheme du compileur’) waarin een verward opgestelde rechtvaardiging voor de interpretatie en de allegorisering van oude teksten wordt gegeven met het voorbeeld van de gevelde eik van Antwerpen (3), een waarschuwing tegen de ‘zeven ondeugden die toegeschreven worden aan hen die te lang spreken of schrijven’ en een gedetailleerde opsomming ervan (4), een korte excusatio waarin de vertaler zijn techniek van vertaling en presentatie van de fabels voorstelt (5); een derde voorwoord van de vertaler (‘tiers proheme du translateur’) dat in feite een vrije versie is van de proloog van de Ovide moralisé in versvorm en de aanpassingen in proza (6); een toevoeging van de samensteller (‘adicion du compileur’) die eerst handelt over het gebruik dat men van de geschriften dient te maken en vervolgens met behulp van de gezamenlijke stem van elf bijbelse autoriteiten de juistheid aantoont van de literaire studiën (‘études’) (7). Daarna volgt een onafgewerkte versie van een ovidiaanse accessus die behalve een biobibliografie ook een toelichting bevat over de ‘vier wijzen van mutatie’ die in de Metamorphoses van Ovidius voorkomen (8).

## Colard Mansions bronnen voor deBible des Poëtes
Tweede afwijking ten opzichte van de beknotting die we in de eerste twee prozabewerkingen constateerden: in de Bible des poëtes is de hoeveelheid allegorisch materiaal aan het einde van elk vertaald verhaal aanzienlijk vermeerderd. Colard Mansion volgde de interpretaties van het manuscript van de tweede prozabewerking en voegde er uitgebreide allegorische stukken aan toe die hij hoofdzakelijk ontleende aan de Ovidius moralizatus en de Ovide moralisé in versvorm. Zoals blijkt uit de Latijnse citaten van verzen die telkens de vertaalde verhalen inluiden, heeft Colard Mansion hoogstwaarschijnlijk een Latijns manuscript van de Metamorphoses geraadpleegd.
Voor de verhalende delen gebruikte hij een tekst die nauw aansluit bij ms. fr. 137 van de Bibliothèque Nationale de France. Bovendien – en dit is merkwaardig – stemmen de houtgravures die de Bible des poëtes sieren, qua compositie overeen met talrijke verluchtingen van datzelfde manuscript, dat oorspronkelijk toebehoorde aan Lodewijk van Brugge, heer van Gruuthuse, beschermheer van de drukker en in de 15de eeuw eigenaar van een van de mooiste bibliotheken van het land. We kunnen ons moeilijk indenken dat het luxueuze ms. fr. 137 dienst deed als werkmanuscript, maar het valt al even moeilijk te ontkennen dat er een duidelijke band bestaat tussen deze prozabewerking en de Bible. Ongetwijfeld heeft Colard Mansion tijdens de voorbereiding van zijn eigen werk voordeel gehaald uit de rijkdommen van de bibliotheek van Lodewijk van Gruuthuse. Dat was trouwens ook het geval met zijn vertalingen en drukken van Invectives contre la secte de Vauderie en De la ruine des nobles hommes et femmes (deze laatste tekst was overigens een van de bronteksten van de Bible des poëtes).
Een andere mogelijkheid, ingegeven door de nauwe relatie tussen Mansion en Caxton en door het feit dat de eerste Engelse drukker zelf een Ovide moralisé in proza heeft geschreven naar het model van fr. 137: Mansion zou de auteur van fr. 137 kunnen zijn en kan deze tekst vervolgens hebben uitgebreid met het oog op zijn gedrukte werk.
De compositie van de Bible des poëtes toont de buitengewone bekwaamheid van de boekenmaker die zo’n belangrijke rol heeft gespeeld in de verspreiding van de literatuur in Brugge aan het einde van de 15de eeuw. Mansion verenigde met succes de rol van vertaler, commentator en samensteller in zich en slaagde erin om midden in de traditie vernieuwend te zijn. Het gebruik van Bersuires Ovidius moralizatus in de Bible des poëtes bewijst de intellectuele kwaliteiten van de drukker. Hoogstwaarschijnlijk is Colard Mansion de auteur van de Franse vertaling van de Ovidius moralizatus. Hij maakt tweevoudig gebruik van deze tekst: in de paratekst (waar het aantal en de aard van de beschreven godheden aangeven dat Mansion een versie uit Avignon heeft gebruikt) en in het gedeelte dat voorbehouden is voor de vertaling van de Metamorphoses. Hierin vermengen de allegorieën van Pierre Bersuire zich met de interpretaties uit de Ovide(s) moralisé(s) zonder dat de inhoud ooit vervreemd lijkt van de commentaren die uit vroegere vertalingen zijn overgeërfd.
De Description des dieux (de titel die Mansion aan de Franse versie van De formis figurisque deorum gaf) – materiaal dat niet tot het traditionele discours van de Ovide(s) moralisé(s) behoort – dient niet enkel als illustratie bij een proloog waarin uitvoerig het gebruik van mythologische of bijbelse fictie wordt behandeld. Ook in de loop van zijn vertaling verwijst Colard Mansion naar deze mythografische verhandeling, hetzij om een beschrijving beknopt te kunnen houden (bijvoorbeeld die van de duivelse faun), hetzij om zijn betoog beeldrijker te maken. Dit bevestigt hoezeer hij aandacht besteedde aan de samenhang van zijn tekst, hoewel deze tekst door zijn breedvoerigheid en omvang al te vaak de kritiek heeft uitgelokt dat hij niet meer dan een samenraapsel van commentaren is. Overigens is de kwaliteit van dit werk zijn renaissancistische opvolgers – zowel directe (cfr. de Grand Olympe) als indirecte (cfr. de marginalia van de vertaling van Barthélemy Aneau) – niet ontgaan, evenmin als zijn tijdgenoten en voorlopers – blijkens het gebruik van de vertaling van De formis figurisque deorum vooraan in het ms. Thott 399 uit Kopenhagen, het zogenoemde Commentaire de Copenhague, dat na deze tekst vervolgt met een kopie van de Ovide moralisé in versvorm. Of hoe de laatste schakel van een teksttraditie de woorden van de eerste schakel van de ketting voleindigt…